# Cerrah Mehmed Pascià
Cerrah Mehmed Pascià (... – Istanbul, gennaio 1604) è stato un politico ottomano. Fu gran visir dell'Impero Ottomano dal 1598 al 1599.
Mehmed Pascià era il capo dei servizi sanitari del palazzo prima di diventare Gran Visir, da cui il suo soprannome cerrah (chirurgo). Il distretto Cerrahpaşa Fatih di Istanbul e una delle due facoltà di medicina dell'Università di Istanbul, Cerrahpaşa Tıp Fakültesi (l'altra è İstanbul Tıp Fakültesi) attualmente portano il suo nome. Sposò Gevherhan Sultan, figlia di Selim II, nel 1579, ed ebbe da lei un figlio, Sultanzade Salih Bey, governatore di Klis. 